# Scutellastra
Pour les articles homonymes, voir Scutellastra.
Genre
Synonymes
- genre Penepatella Iredale, 1929

Scutellastra est un genre de mollusques gastéropodes marins prosobranches de la famille des Patellidae, vivant dans la zone de balancement des marées.

## Synonymes
- sous-genre Patella (Ancistromesus) Dall, 1871[1]
- sous-genre Patella (Scutellastra) H. Adams & A. Adams, 1854[1]
- genre Ancistromesus Dall, 1871[1]
- genre Patellanax Iredale, 1924[1]
- genre Patellidea Thiele, 1891[1]
- genre Penepatella Iredale, 1929[1]

## Liste des espèces
Selon World Register of Marine Species (15 avril 2017) :
- Scutellastra aphanes (Robson, 1986)
- Scutellastra argenvillei (Krauss, 1848)
- Scutellastra aurorae (C. A. Fleming, 1973) †
- Scutellastra barbara (Linnaeus, 1758)
- Scutellastra chapmani (Tenison-Woods, 1876)
- Scutellastra cochlear (Born, 1778)
- Scutellastra cooperi (Powell, 1938) †
- Scutellastra exusta (Reeve, 1854)
- Scutellastra flexuosa (Quoy & Gaimard, 1834)
- Scutellastra granularis (Linnaeus, 1758)
- Scutellastra kermadecensis (Pilsbry, 1894)
- Scutellastra laticostata (Blainville, 1825)
- Scutellastra longicosta (Lamarck, 1819)
- Scutellastra mexicana (Broderip & G. B. Sowerby I, 1829)
- Scutellastra miliaris (Philippi, 1848)
- Scutellastra obtecta (Krauss, 1848)
- Scutellastra optima (Pilsbry, 1927)
- Scutellastra peronii (Blainville, 1825)
- Scutellastra tabularis (Krauss, 1848)
- Scutellastra tucopiana Powell, 1925

## Galerie

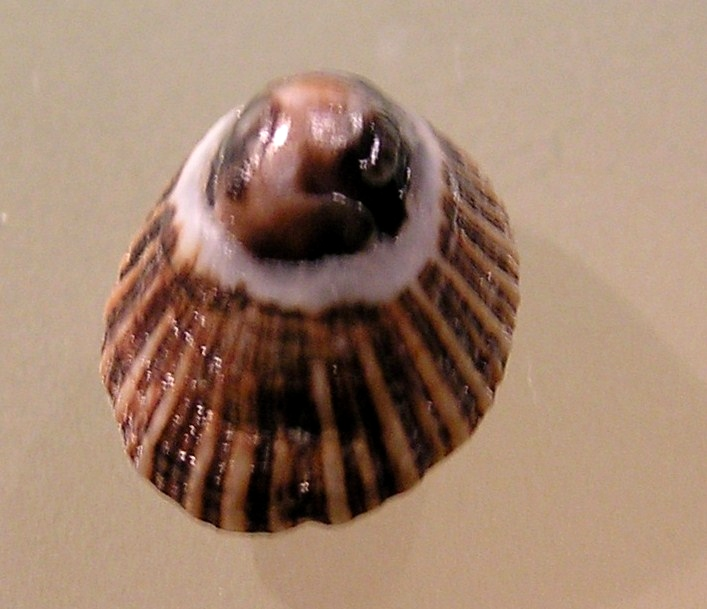
Scutellastra aphanes.
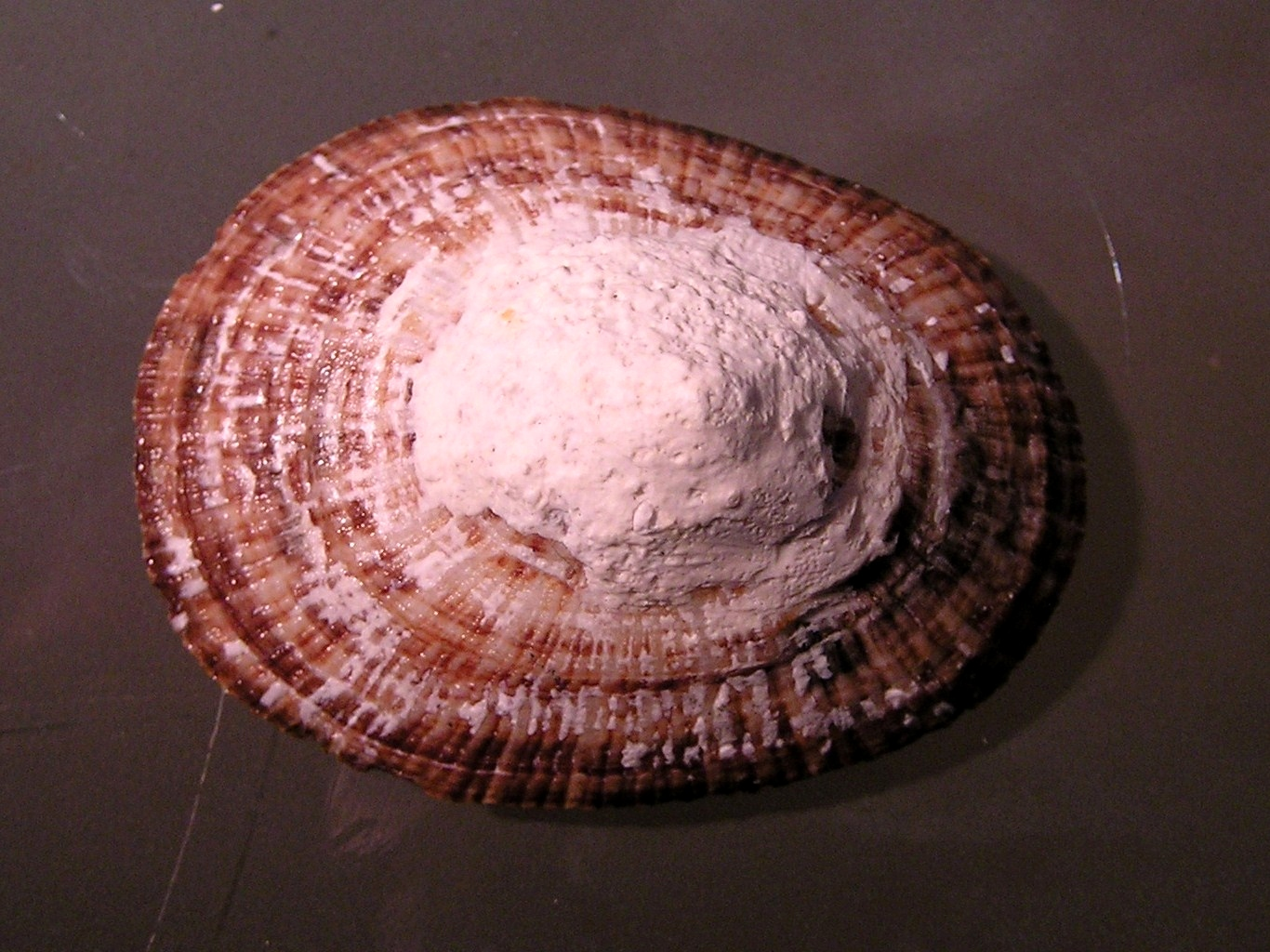
Scutellastra argenvillei.
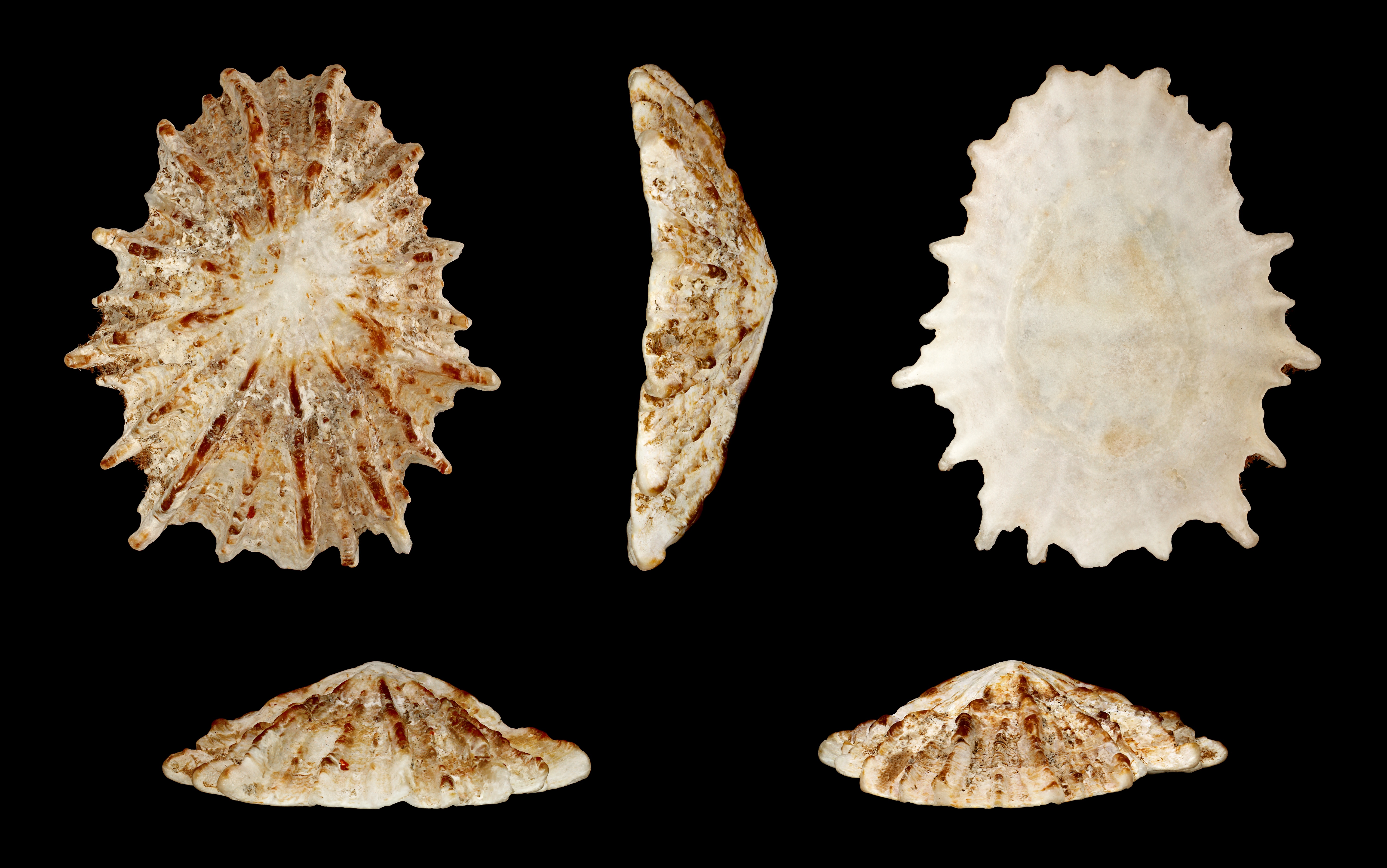
Scutellastra barbara.
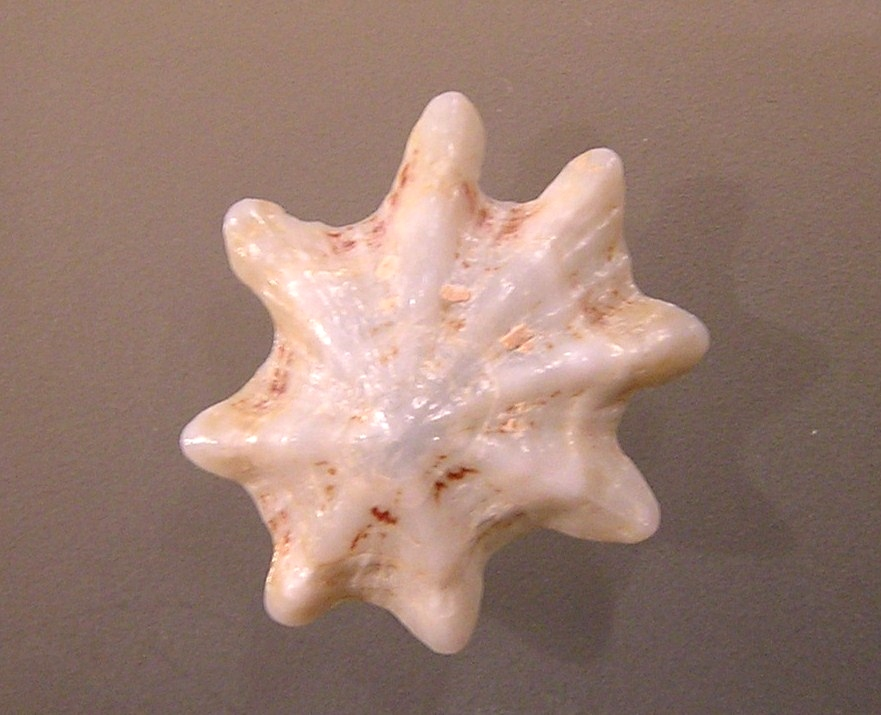
Scutellastra chapmani.
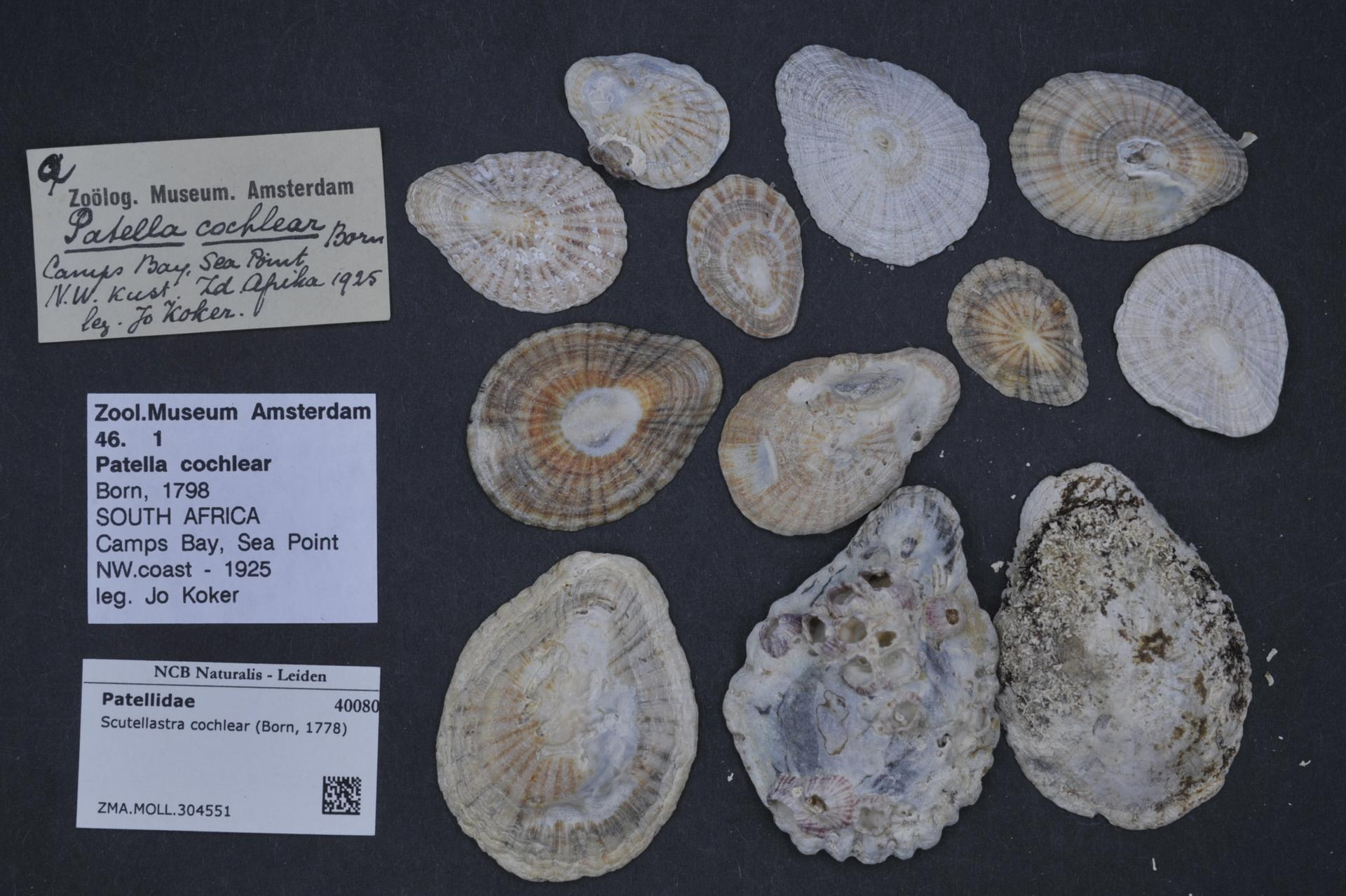
Scutellastra cochlear.
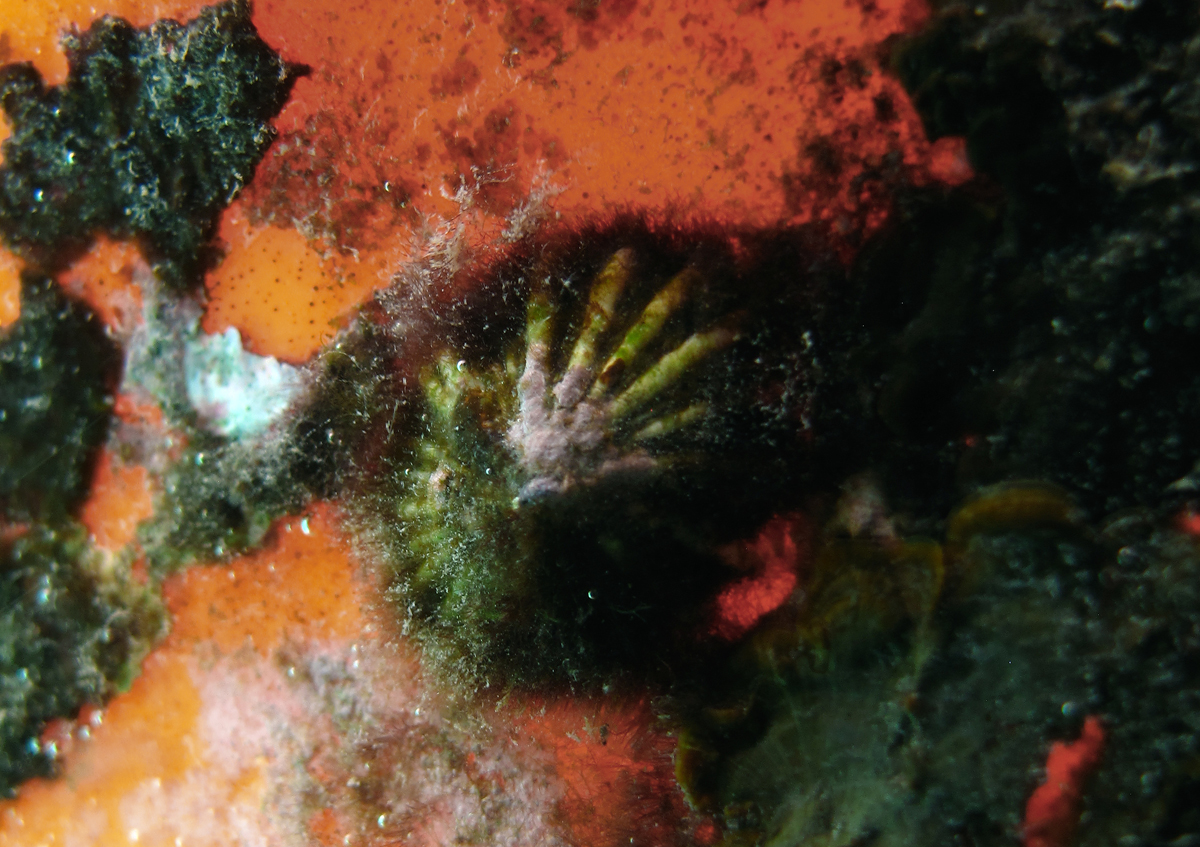
Scutellastra exusta.
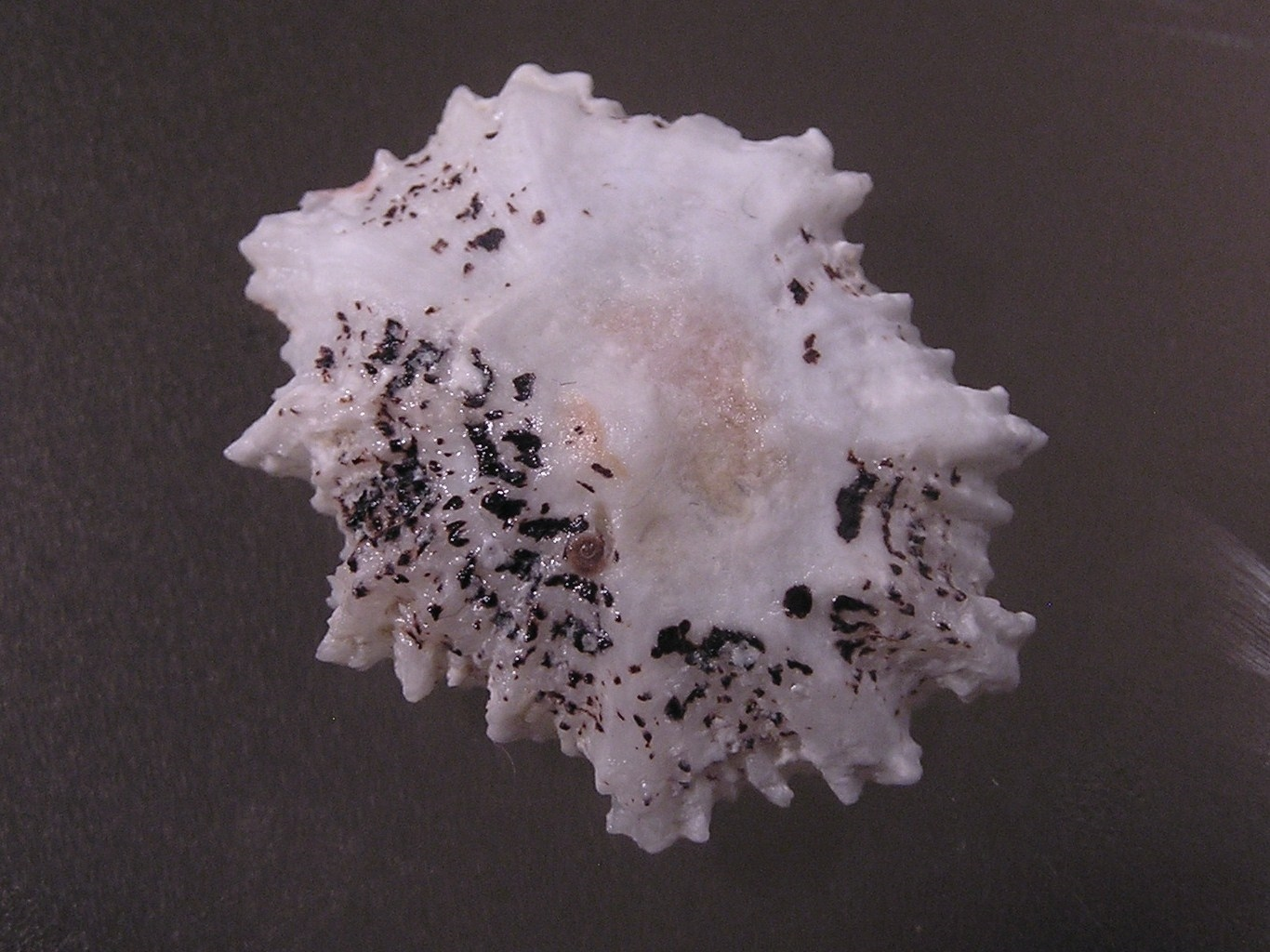
Scutellastra flexuosa.
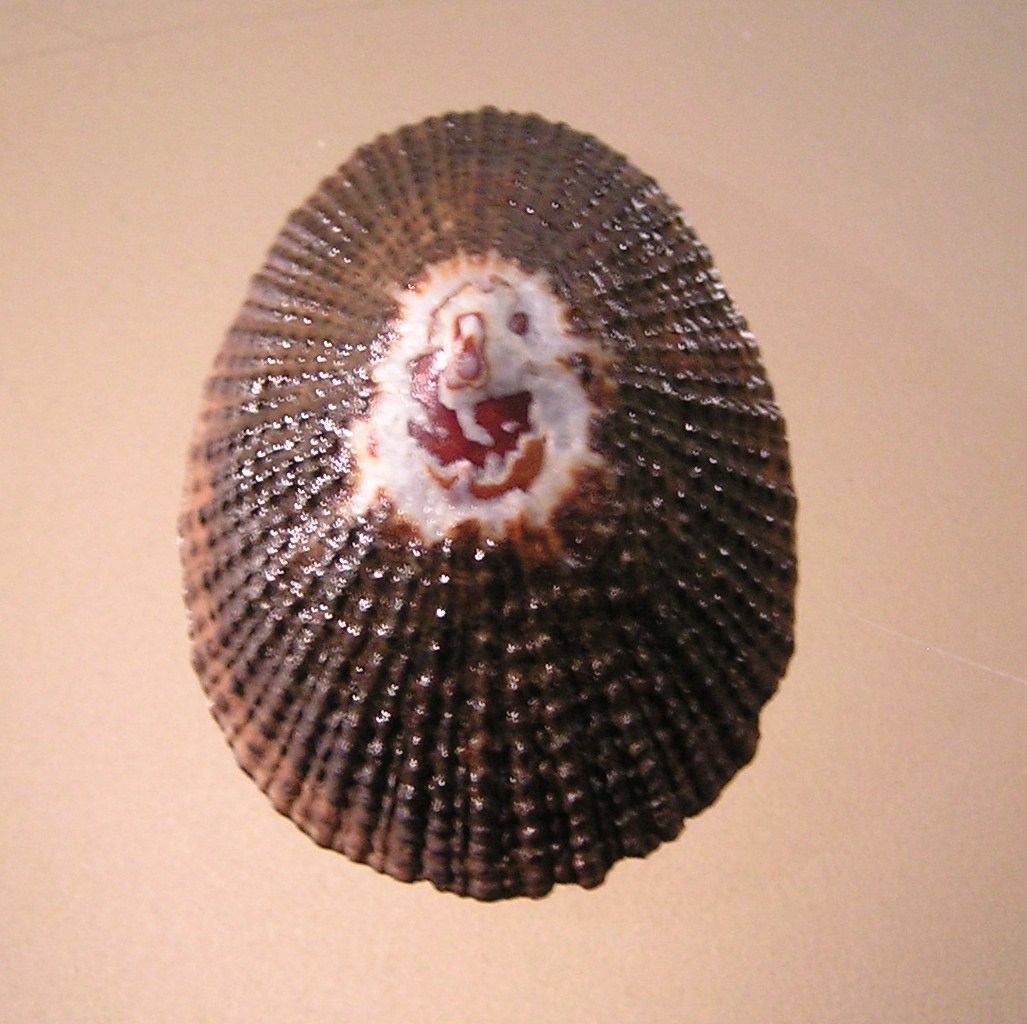
Scutellastra granularis.
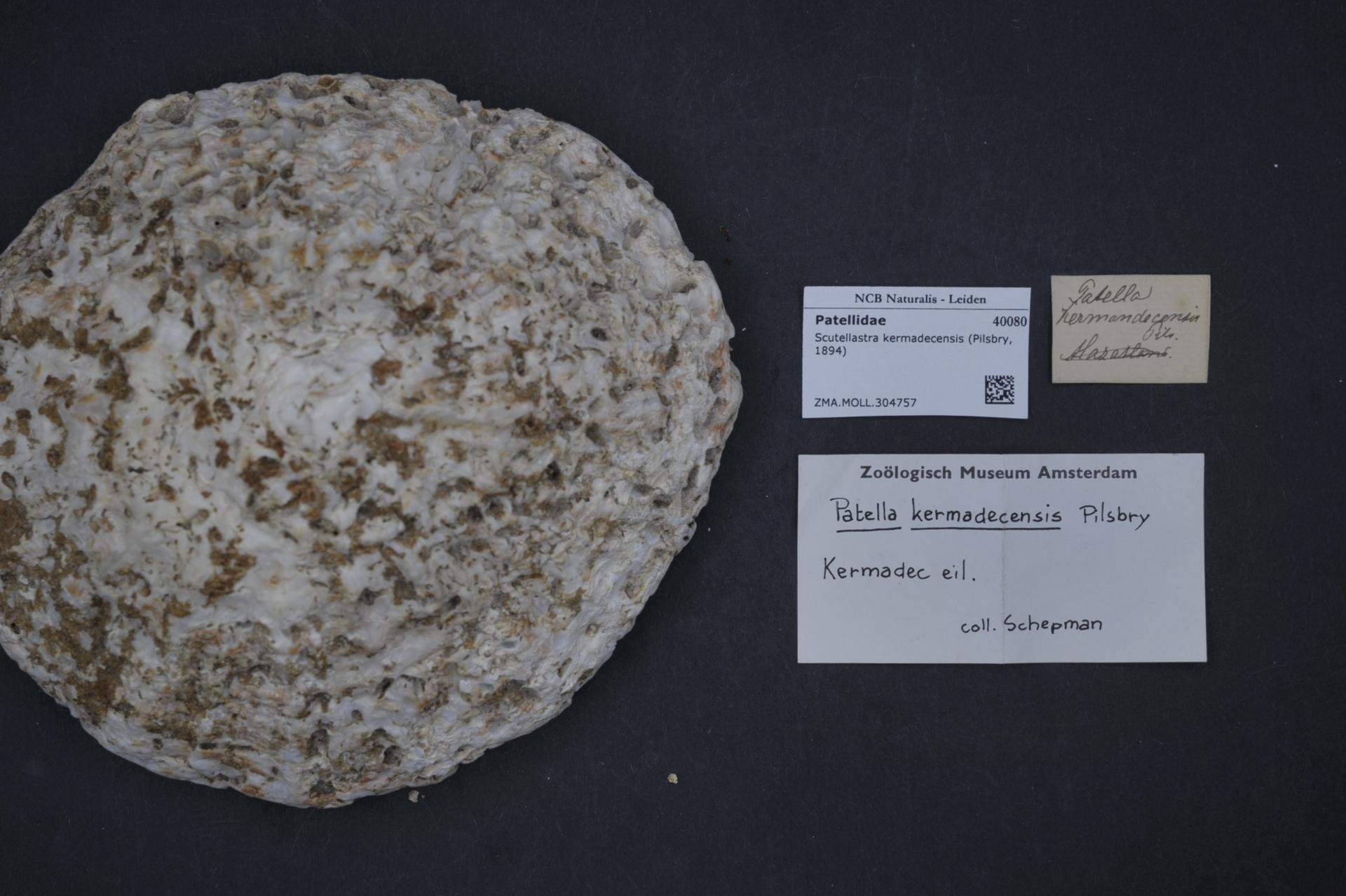
Scutellastra kermadecensis.
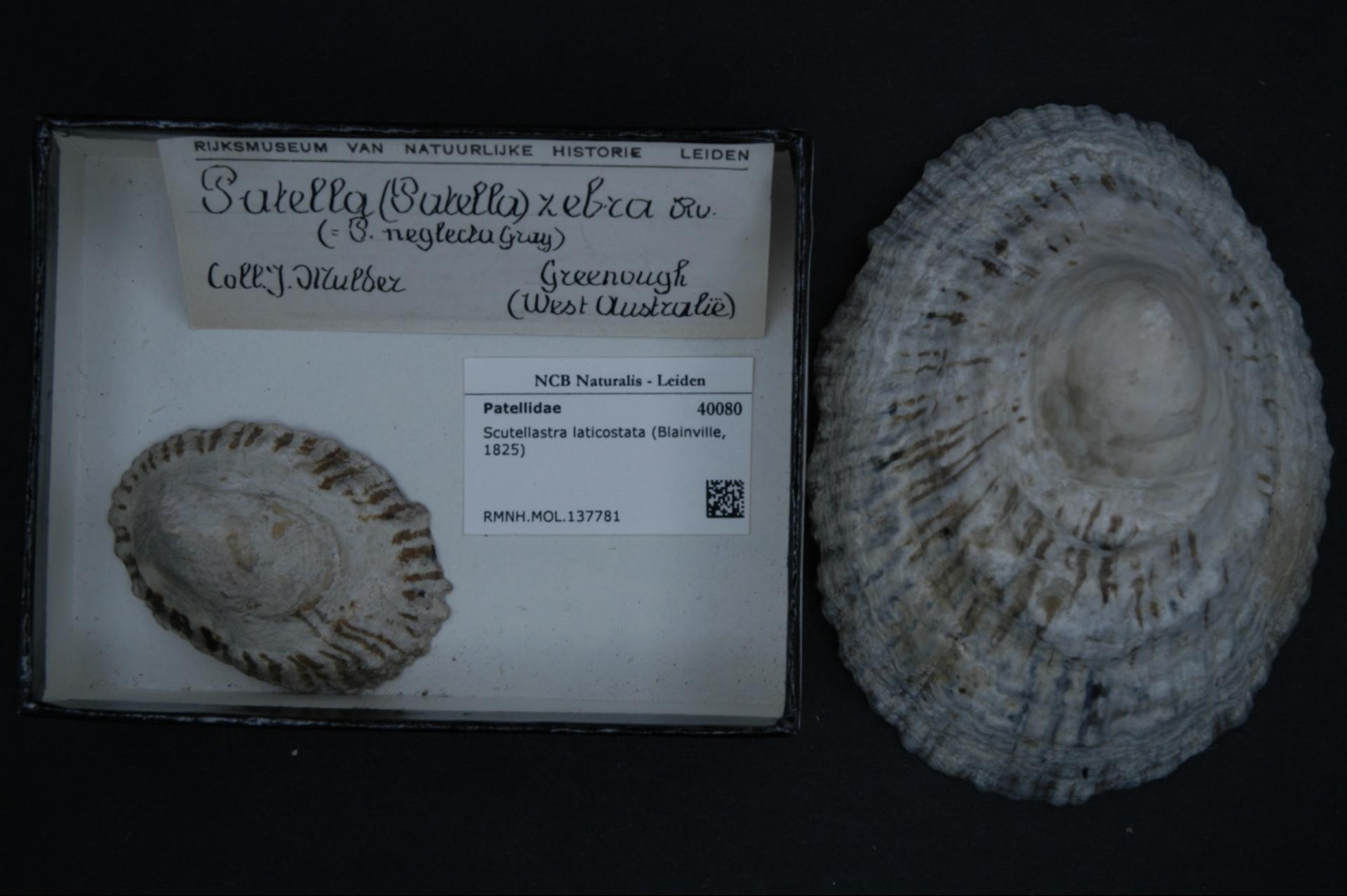
Scutellastra laticostata.
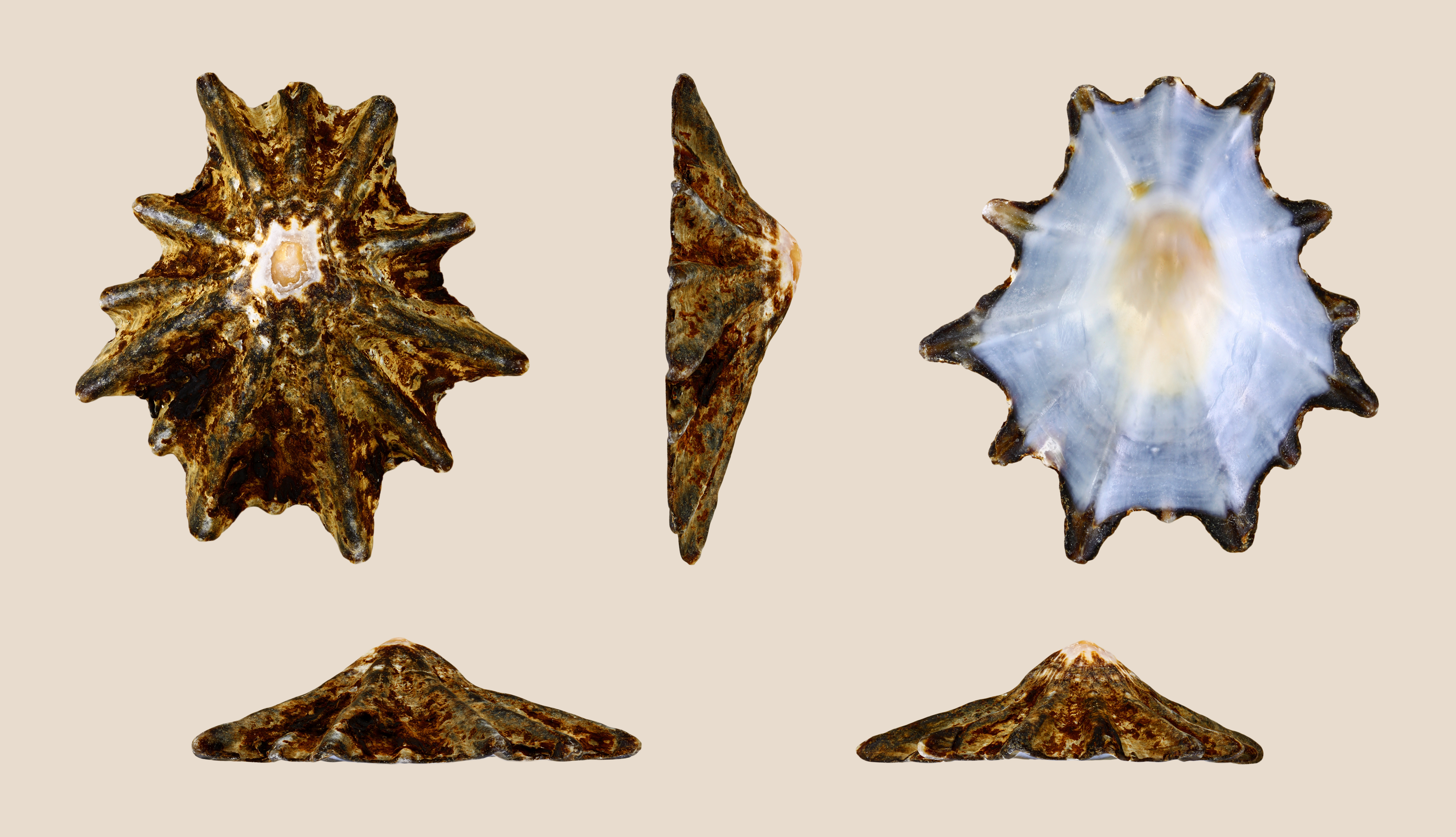
Scutellastra longicosta.
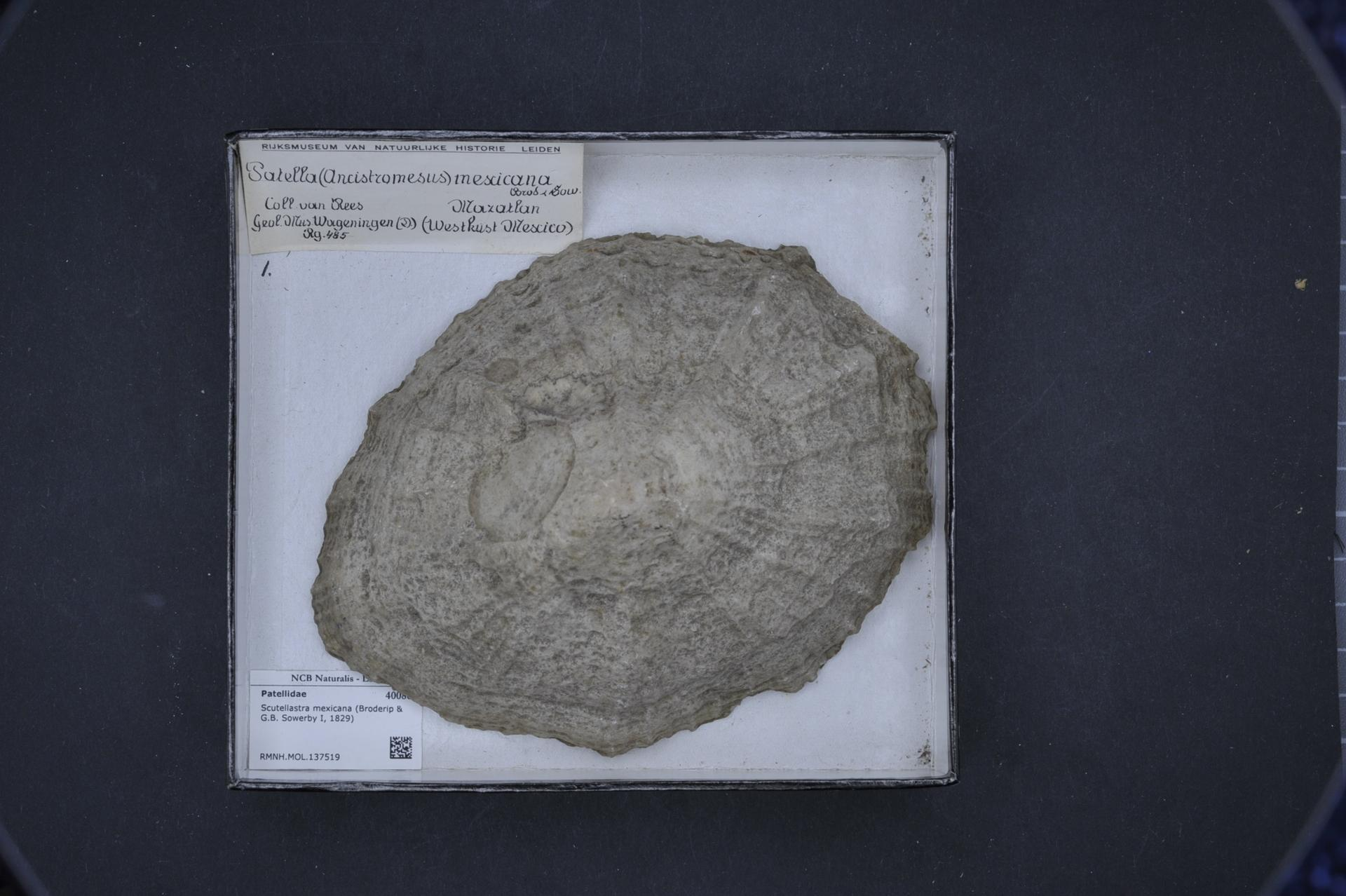
Scutellastra mexicana.
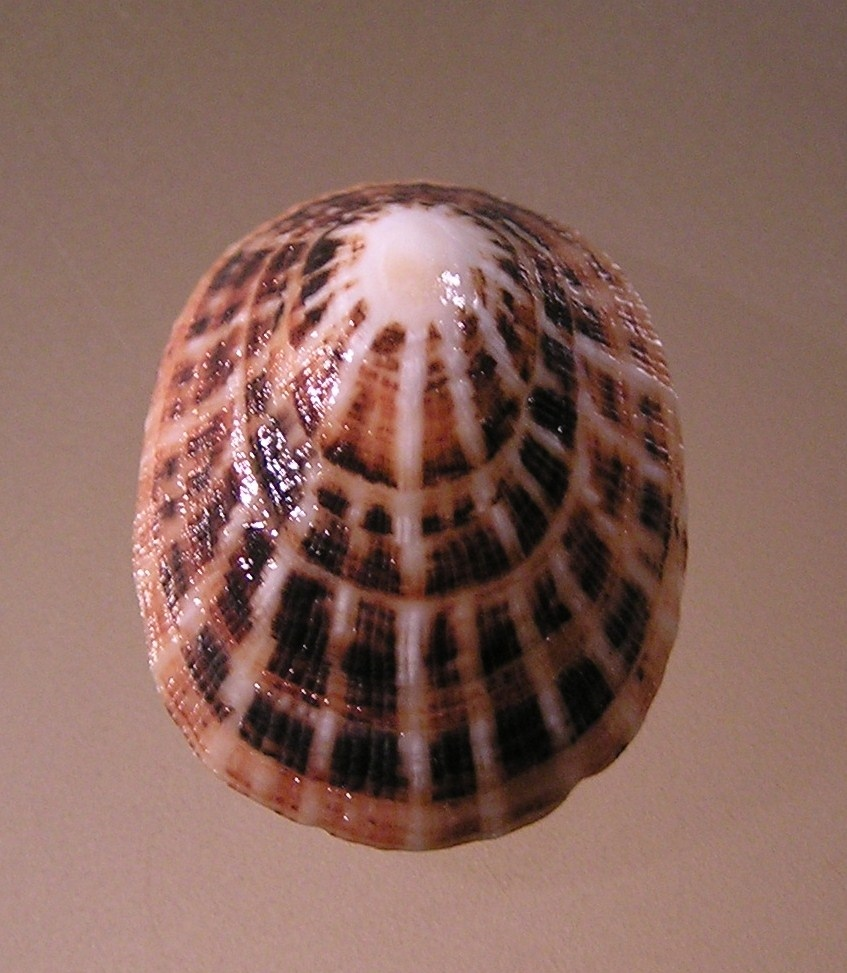
Scutellastra peronii.
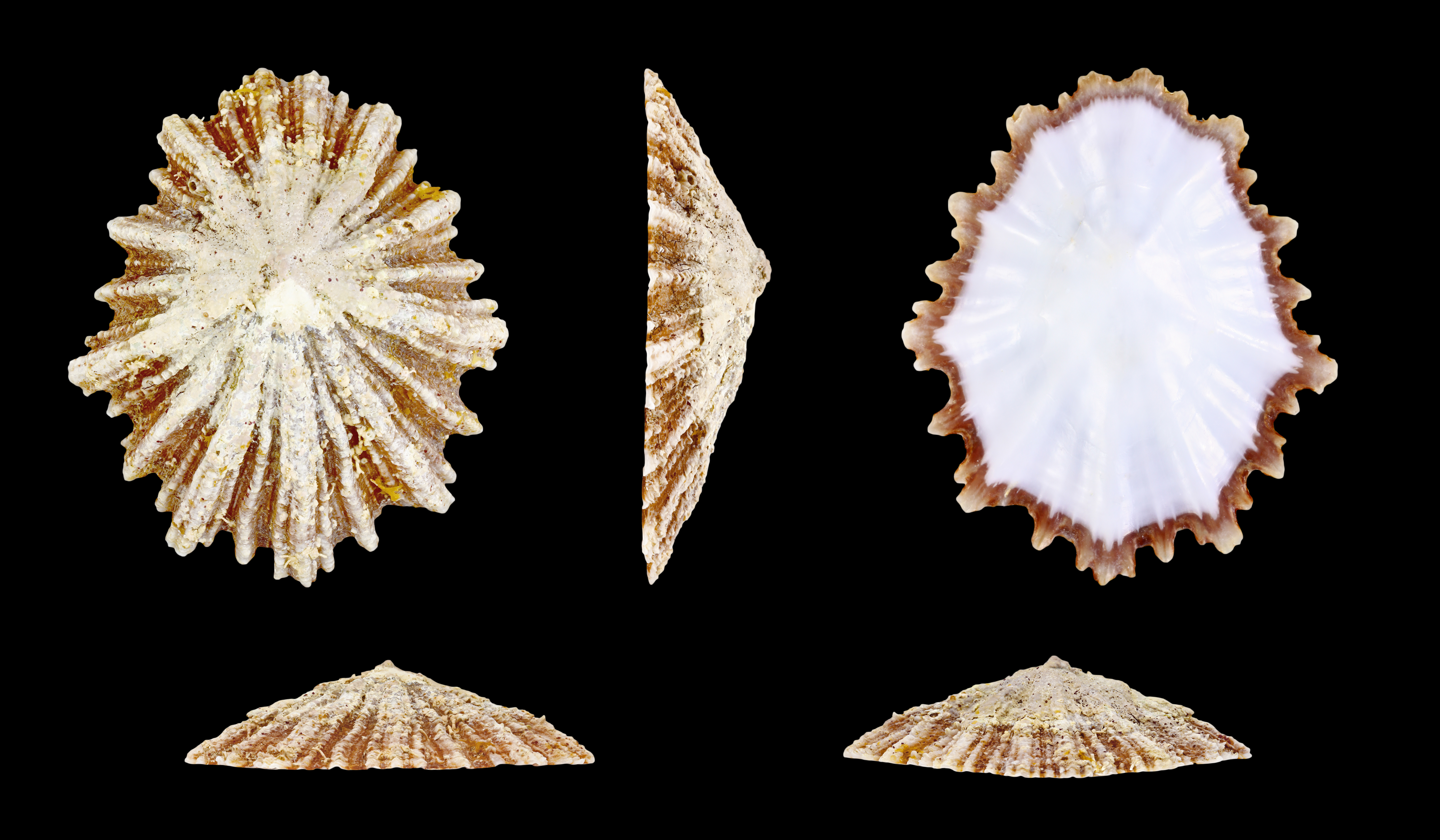
Scutellastra tabularis.